# Borah Peak
Der Borah Peak (auch Mount Borah) ist die höchste Erhebung im US-Bundesstaat Idaho. Der Berg ist nach William Borah (1865–1940) benannt, einem US-Senator für Idaho. Der Berg ist seit einem Erdbeben von 1983 über zwei Meter höher geworden. In älteren Karten wird die Höhe deshalb noch mit 3857 m angegeben.
Der Normalweg auf der Südwestflanke ist im Großen und Ganzen eine anstrengende Wanderung, bis man den Kamm vor dem Hauptanstieg erreicht. Dieser Punkt ist auch als Chickenout Ridge bekannt, da viele Wanderer hier den Versuch abbrechen, den Berg zu erklimmen, sobald sie die Gefahren im Schlussanstieg sehen. Es ist dabei ein Schneefeld mit steilen Abhängen auf beiden Seiten zu durchqueren. Ein Eispickel wird für diesen Abschnitt empfohlen.
Die Nordseite des Borah Peak ist eine von Idahos wenigen ganzjährig mit Schnee bedeckten Routen und sorgt für eine viel größere Herausforderung als der Normalweg.
Drei Bergsteiger sind bei dem Versuch, den Borah Peak zu besteigen, gestorben. Zwei Bergsteiger, die die Nordwestflanke 1977 bestiegen, wurden in einer Lawine getötet. Ein anderer Bergsteiger verlor 1987 während des Abstiegs sein Leben.

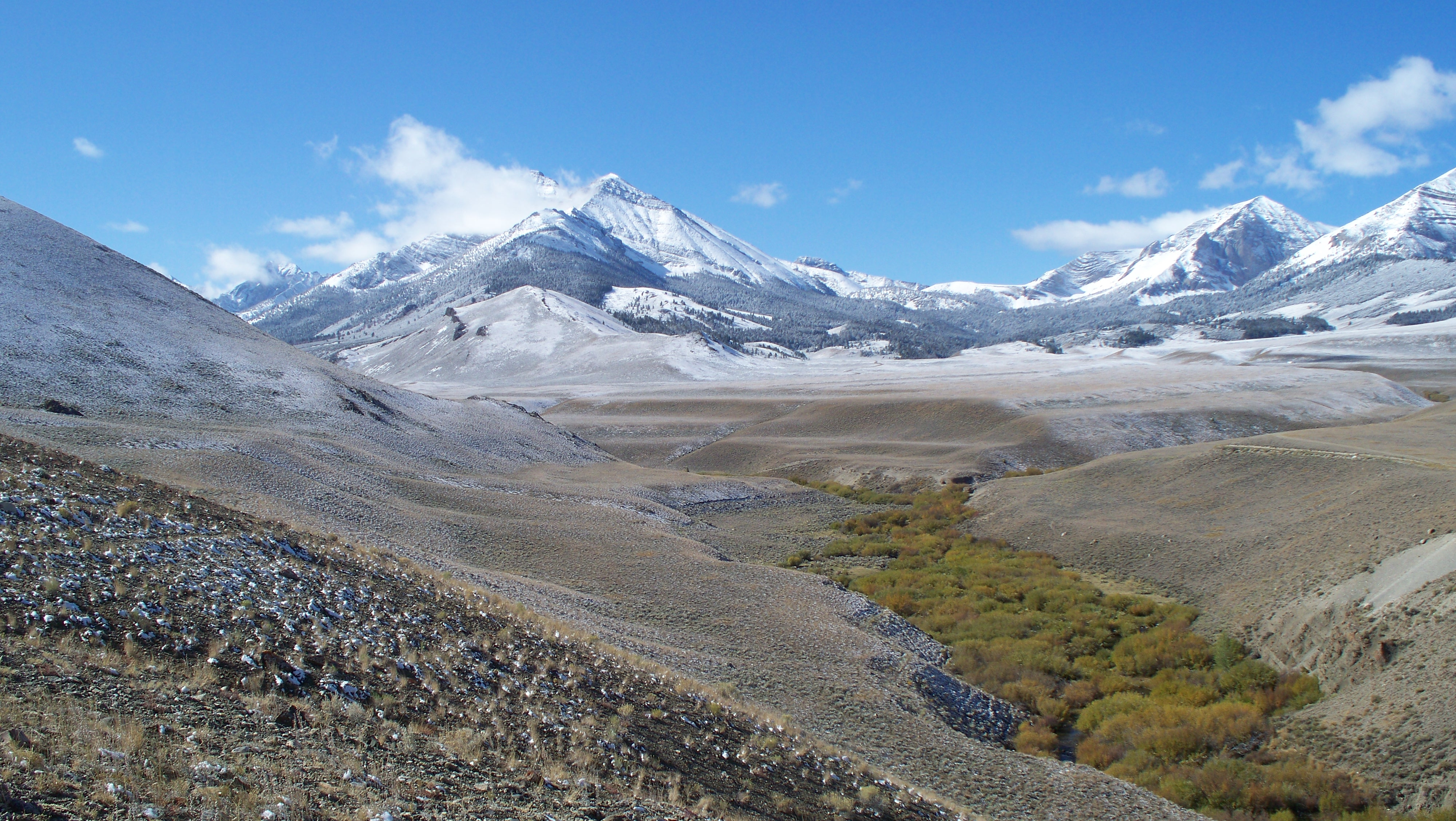
Der Borah Peak aus dem Pahsimeroi Valley